# Walliserops
Genre
Espèces de rang inférieur
- † W. trifurcatus Morzadec, 2001 (espèce type)
- † W. hammii Chatterton et al., 2006
- † W. tridens Chatterton et al., 2006
- † W. lindoei Chatterton & Gibb, 2010

Walliserops (du nom du professeur O. Walliser de l'Université de Göttingen) est un genre de trilobite épineux phacopide, de la famille des Acastidae, trouvé dans des roches datant de l'emsien supérieur à l'eifelien inférieur (dévonien inférieur à moyen) provenant des montagnes de l'Anti-Atlas au Maroc. Toutes les espèces de Walliserops possèdent un "trident" à trois branches qui dépasse de la glabelle. Walliserops est le plus étroitement apparenté au genre Comura,.

## Description
Walliserops a été initialement construit pour une seule espèce, Walliserops trifurcatus. Plus tard, deux autres espèces ont été attribuées: W. hammii et W. tridens. Les trois espèces actuellement décrites proviennent des mêmes couches près de Foum Zguid, dans le sud du Maroc. Trois espèces non encore décrites sont répertoriées à partir d'autres endroits.
Les premiers rapports de trilobites "tridents" et de placement dans le nouveau genre proposé "Parabolops" ("face de parabole") - de longs tridents étant placés dans "P. neptunis", de courts tridents placés dans "P. hammi" - ont été préemptés par la publication de l'analyse détaillée de Walliserops.
Les différences entre les symétries bilatérales sont une caractéristique inhabituelle chez les espèces de Walliserops, comme le montre clairement la colonne vertébrale occipitale courbée de Walliserops hammii prenant une boucle notable sur un côté. Le développement régulier de ces caractéristiques dans plusieurs spécimens suggère une caractéristique génétiquement contrôlée du genre et non des mutations ou une pathologie. La plupart des exceptions à la symétrie bilatérale relevées (ainsi que l'absence d'épines sur les deux premiers segments thoraciques) peuvent s'expliquer par des adaptations permettant de tenir le trident au large de la mer tout en marchant. Entre les espèces, il existe des variations dans l’ampleur des écarts par rapport à la symétrie bilatérale : Walliserops trifurcatus, avec un long trident incurvé en retrait du fond marin, présente des écarts moins évidents par rapport à la symétrie bilatérale que Walliserops hammii, avec un court trident proche de la fond marin.
La fonction du trident lui-même est mal comprise. Avec la quantité d'énergie et de nutriments dépensés pour développer une parure de cette taille (probablement plusieurs fois lorsque le trilobite a perdu sa peau), sa fonction était clairement importante. Bien qu'un certain nombre de suggestions aient été faites (par exemple, appareil sensoriel, déguisement ou protection), l'explication la plus satisfaisante actuellement est que le trident a servi de "cornes" similaires à celles des coléoptères actuels tels que les scarabées rhinocéros.
Le dimorphisme sexuel était une perspective intrigante (formes de trident plus longues en tant que mâles jouteurs) lorsque seulement deux espèces (ou dimorphes possibles) étaient connues. Avec la description de trois espèces du même endroit, le polymorphisme était une autre perspective mais semblait improbable. Bien que la présence de cornes suggère fortement un dimorphisme sexuel, le manque de données sur de nombreux fronts empêche actuellement de tirer des conclusions définitives.

« Le dimorphisme sexuel dans un exosquelette de trilobite n’a pas encore été démontré de manière satisfaisante et toute décision de considérer des preuves comme des dimorphismes sexuels ou comme des différences sous-spécifiques/spécifiques sera arbitraire. »

— Whittington, 1997
|                         |  |                     |
| Walliserops trifurcatus |  | Walliserops tridens |